# 第三屆中俄冬季青少年運動會
第三屆中俄冬季青少年運動會（俄语：Российско-Китайские молодёжные зимние игры 2022 года），是第三屆中俄冬季青少年運動會，將於2022年12月16日至20日在中華人民共和國吉林省長春市舉行，中國派出148人代表團，而俄羅斯則派出150人代表團參賽。

## 比賽主題
本届赛会以“欢乐冰雪·畅享长春”为口号，以“友谊、合作、交流、进步”为赛会宗旨，共同提高中俄青少年冬季项目竞技体育水平，促进双方体育文化交流互动，谱写新时代中俄友好合作新篇章。

## 前期準備
- 2022年11月18日，由长春市体育局主办，长春体育中心承办的“奔跑吧·少年”2022-2023年度长春市“体彩杯”青少年短道速滑比赛第一站暨中俄冬季青少年运动会测试竞赛在长春市五环体育中心圆满收官。[4]
- 2022年11月25日，長春市體育局正在全力筹备2022年第三届中俄冬季青少年运动会，全局上大部分党员干部只能双线“作战”，白天下沉包保社区，晚上回来继续为赛事活动做准备，每天工作到凌晨。[5]
- 2022年12月2日，省委常委、市委书记张志军调度赛会筹备情况，强调要按照国务院联防联控机制对入境体育团组的相关防疫规定，精心做好赛会组织、代表团接待、“点对点”闭环管理等工作，确保赛事圆满成功。[6]
- 2022年12月10日，長春市副市长赵显对承接赛事的相关场馆和宾馆进行实地检查。检查组先后到承接中俄两国代表团及工作人员的宾馆和净月潭滑雪场、莲花山滑雪场、吉林省速滑馆与长春五环体育馆，对各场馆和宾馆的竞赛组织、疫情防控、安全保卫、接待服务、宣传彩化等工作进行实地检查。各场馆和宾馆严格落实闭环泡泡防控方案，健全水、电、气、热等保障措施，全力确保赛事顺利有序进行。[7]
- 2022年12月10日，來自吉林外国语大学的30名青年志愿者按照工作需要提前进驻大会。在赛会期间，青年志愿者将提供语言翻译志愿服务，保障中俄双方运动员、教练员在长期间工作便捷、生活愉快。青年志愿者也将成为文化的使者，通过讲述中国故事，介绍吉林省历史和文化，宣传长春市地域文化，为进一步增进中俄友谊做出贡献。[8]
- 2022年12月13日，長春市市长王子联召开专题会议，对赛事筹备工作进行再调度、再部署。他强调，要深入贯彻习近平总书记重要讲话重要指示精神，做实做细各项筹备工作，确保赛事更精彩更圆满，力争呈现一届具有中国特色、吉林风采、长春魅力的精彩赛事。[9]

## 防疫安排
- 雖然國內防疫政策已放鬆，但運動會仍以閉環形式管理，中、俄選手皆不得離開比賽場地及旅館，亦需賽前做核酸檢測等。因此在飛抵中國前，俄羅斯參賽選手將在希姆基新戈爾斯克訓練，以滿足防疫規定和安排。[10]

## 開閉幕式

### 開幕式
12月16日晚，2022年第三届中俄冬季青少年运动会开幕式在长春市安华假日酒店宴会中心锦绣中华厅举行。开幕式上，先演奏俄罗斯国歌和中国国歌，隨後第三届中俄冬季青少年运动会组委会主任、长春市市长王子联致辞，認為本届赛会交由长春承办，是对长春市工作极大的鼓励与鞭策，並希望两国青少年健儿在赛场上，挥洒激情、勇创佳绩；在赛场外，增进友谊、交流文化。希望参会嘉宾在长期间充分领略北国风光，畅享冰雪魅力，感受长春热情，共同携手推动中俄友谊不断迈上新台阶。隨後，俄罗斯代表团团长莫洛佐夫致辞，他相信本届运动会将成为一场体育盛会，必将为所有参与者带来丰富的情感体验，为世界体育发掘更多的未来新星。
在开幕式文艺演出中，长春市杂技团带来的杂技表演《巧耍花坛》和《力与美》是中国杂技的传统节目。小提琴表演艺术家、花式小提琴表演创始人张少博的小提琴独奏《龙的传人》《草原人民热爱您》《俄罗斯歌曲串烧》《新茉莉花》把开幕式现场气氛推向了高潮。

## 比賽場館
比賽將在以下場館舉行：

- 吉林省速滑館 - 競速滑冰、冰壺
- 长春五环体育馆 - 花式滑冰、短道速滑
- 长春净月潭国家森林公园滑雪场 - 越野滑雪
- 长春莲花山滑雪场 - 高山滑雪、自由式滑雪、單板滑雪

## 體育項目
- 高山滑雪（詳細）
- 越野滑雪（詳細）
- 冰壶（詳細）
- 花式滑冰（詳細）
- 自由式滑雪（詳細）
- 短道速滑（詳細）
- 單板滑雪（詳細）
- 競速滑冰（詳細）

## 獎牌榜
| 排名                     | 国家 / 地区              | 金牌 | 銀牌 | 銅牌 | 总计 |
| ------------------------ | ------------------------ | ---- | ---- | ---- | ---- |
| 1                        | 俄羅斯                   | 31   | 31   | 31   | 93   |
| 2                        | 中國*                    | 15   | 12   | 4    | 31   |
| 总计（共2个国家 / 地区） | 总计（共2个国家 / 地区） | 46   | 43   | 35   | 124  |

## 資料來源
1. ↑  . 國家體育總局. 2022-08-17  [2022-11-17]. （原始内容存档于2022-11-17）.
2. ↑  . 雲南網 (中国吉林网). 2022-12-14  [2022-12-15]. （原始内容存档于2022-12-14）.
3. ↑  王姝乔. . 吉林日报. 2022-12-11  [2022-12-11]. （原始内容存档于2022-12-11）.
4. ↑  . 冰雪产业. 2022-11-20  [2022-12-08].
5. ↑  . 搜狐.   [2022-12-08]. （原始内容存档于2022-12-08）.
6. ↑  . 長春市長春網. 2022-12-05  [2022-12-08]. （原始内容存档于2022-12-08）.
7. 1 2  赵镝. . 長春新聞綜合廣播. 2022-12-09  [2022-12-09]. （原始内容存档于2022-12-09）.
8. ↑  . 東方體育. 2022-12-11  [2022-12-11]. （原始内容存档于2022-12-11）.
9. ↑  . 長春發布. 2022-12-13  [2022-12-13]. （原始内容存档于2022-12-13）.
10. ↑  . BigAsia. 2022-12-09  [2022-12-09]. （原始内容存档于2023-04-18） （俄語）.
11. ↑  张政; 张宽; 罗天初. . 吉林日报. 2022-12-16  [2022-12-17]. （原始内容存档于2022-12-16）.
12. ↑  . 香港商報. 2022-11-15  [2022-11-17]. （原始内容存档于2022-11-15）.